# Chocolat Frey
Pour les articles homonymes, voir Frey.
Chocolat Frey est une marque de chocolat suisse et une ancienne entreprise sise à Buchs, dans le canton d'Argovie. Elle appartient à la Migros depuis 1950.

## Histoire
L'entreprise est fondée en 1887 à Aarau comme entreprise familiale par Robert Frey. Elle est reprise par son fils et transformée en société anonyme en 1906.
Elle est rachetée en 1950 par la chaîne de supermarchés suisses Migros, dont elle est une des principales filiales. Le site de production est déplacé à Buchs en 1967, où la fabrique de chocolat Jowa SA de la Migros s'était installée deux ans plus tôt. Les deux entreprises fusionnent sous le nom de Chocolat Frey SA.
L'entreprise se diversifie à partir de 1974 en produisant également des gommes à mâcher. Elle est la seule entreprise suisse à en produire.
Un musée du chocolat voit le jour dans l'usine en 2005.
En 2006, Frey a commencé à exporter hors de la Suisse pour la première fois, commençant la vente aux États-Unis[réf. nécessaire]. L'entreprise crée une filiale en Amérique du Nord en 2010. Elle rachète l'entreprise SweetWorks (en) à Buffalo en 2014. Elle doit cependant se restructurer en 2015 et revoir sa stratégie d'exportation.
Le centre des visiteurs du site de production à Buchs ferme en 2020. L'entreprise se concentre à partir de 2021 sur le bas de gamme et Frey devient une simple marque de l'entreprise Delica (de).

## Activités
En 2011, le chiffre d'affaires de l'entreprise s'élevait à 399 millions de francs suisses, pour quelque 800 employés en 2008.
La marque occupe 33,2 % du marché suisse du chocolat en 2019.
La marque compte près de 320 articles différents en 1987, dont 60 plaques de chocolat, 40 types de bonbons et caramels et 10 sortes de gommes à mâcher.
Les chocolats Giandor sont l'une des marques de Chocolat Frey depuis 1950. En 2018, la production annuelle s'élevait à plus de trois millions de tablettes. Conditionnés sous la forme de petits carrés de chocolat au lait fourré à la crème d'amandes, ils sont une imitation de ceux de la marque Frigor,, qui appartient à Nestlé.

## Directeurs
- 1887 - 1936 : Robert Frey[5]
- 1936 - ... : Robert Frey junior[5]
- ... - 1992 : Fritz Wyss[3]
- 1992 - 1995 : Hans-Rudolf Spillmann[15]
- 1995 - ... : Wolfgang Brokatzky[15]
- 2012 - ... : Hans-Ruedi Christen[9]